# 韋斯特維爾 (加利福尼亞州)
韋斯特維爾（英語：Westville）是位於美國加利福尼亞州普萊瑟縣的一個非建制地區。該地的面積和人口皆未知。

## 地理
韋斯特維爾的座標為39°10′30″N 120°38′53″W / 39.17500°N 120.64806°W，而該地的平均海拔高度為1600米（即5249英尺）。